# Sistem enot CGS
Sistem enot CGS (tudi sistem enot centimeter-gram-sekunda) je metrični sistem, ki ima za osnovne enote centimeter za dolžino, gram za maso in sekundo za čas. Vse ostale enote v mehaniki se lahko dobijo iz teh treh osnovnih enot. Problem nastane samo, ko hočemo vključiti še elektromagnetizem. Sistem CGS se je uporabljal do vpeljave metričnega sistema enot SI, ki uporablja desetiški sistem enot.

## Zgodovina
Sistem enot CGS je predlagal nemški matematik, astronom in fizik Johann Carl Friedrich Gauss v letu 1832. V letu 1874 sta sistem razširila na področje elektromegnetizma škotski fizik in matematik James Clerk Maxwell (1831 – 1879) in škotski fizik in inženir William Thomson (1824 – 1907).

## Definicije in pretvorba nekaterih enot CGS v mehaniki
| količina             | simbol | enota CGS             | enota CGS okrajšava | definicija       | enota v sistemu enot SI |
| -------------------- | ------ | --------------------- | ------------------- | ---------------- | ----------------------- |
| dolžina, lega        | L, x   | centimeter            | cm                  | 1/100 metra      | = 10−2 m                |
| masa                 | m      | gram                  | g                   | 1/1000 kilograma | = 10−3 kg               |
| čas                  | t      | sekunda               | s                   | 1 sekunda        | = 1 s                   |
| hitrost              | v      | centimeter na sekundo | cm/s                | cm/s             | = 10−2 m/s              |
| sila                 | F      | dina                  | din                 | g cm / s2        | = 10−5 N                |
| energija             | E      | erg                   | erg                 | g cm2 / s2       | = 10−7 J                |
| moč                  | P      | erg na sekundo        | erg/s               | g cm2 / s3       | = 10−7 W                |
| tlak                 | p      | barye                 | Ba                  | g / (cm s2)      | = 10−1 Pa               |
| dinamična viskoznost | η      | poise                 | P                   | g / (cm s)       | = 10−1 Pa.s             |
| valovno število      | k      | kayser                | cm−1                | cm−1             | = 100 m−1               |

## Razširitev sistema CGS

### Enote CGS za elektrostatiko (enote sistema ESU)
Enota za naboj je v sistemu CGS franklin (oznaka Fr), ki je znan tudi kot statcoulomb (oznaka statC). Definiran je na naslednji način:
naboj 1 franklina predstavljata dva točkasta naboja, ki sta 1 cm narazen in je med njima elektrostatična sila v velikosti 1 dine .
Enota franklin je znana tudi kot statcoulomb ali naboj esu.
Iz tega sledi, da je enota franklin enaka zmnožku centimetra in kvadratnega korena dine:
{\displaystyle \mathrm {1\,Fr=1\,statcoulomb=1\,esu\;naboj=1\,cm{\sqrt {dina}}=1\,g^{1/2}\cdot cm^{3/2}\cdot s^{-1}} }.
Enota za tok je potem določena kot:
{\displaystyle \mathrm {1\,Fr/s=1\,statampere=1\,esu\;tok=1\,(cm/s){\sqrt {dina}}=1\,g^{1/2}\cdot cm^{3/2}\cdot s^{-2}} }.

### Enote CGS za elektromagnetizem (enote sistema EMU)
V sistemu enot za elektromagnetizem je tok določen s silo med dvema vzporednima, neskončno dolgima vodnikoma. Naboj je pri tem določen kot tok pomnožen s časom. Enota za tok je biot (oznaka Bi), ki je znan kot abampere ali tok emu. Enoto biot lahko definiramo na naslednji način:
biot je stalen tok, ki teče po dveh neskončnih vzporednih prevodnikih z zanemarljivo debelino, kadar sta vodnika 1 cm narazen v vakuumu in nanju deluje medsebojna sila 1 dine na vsak centimeter dolžine vodnika.
Iz tega sledi, da je biot enak kvadratnemu korenu dine:
{\displaystyle \mathrm {1\,Bi=1\,abampere=1\,emu\;tok=1\,{\sqrt {dina}}=1\,g^{1/2}\cdot cm^{1/2}\cdot s^{-1}} }.
Enota za merjenje naboja v sistemu CGS je:
{\displaystyle \mathrm {1\,Bi\cdot s=1\,abcoulomb=1\,emu\,naboj=1\,s\cdot {\sqrt {dina}}=1\,g^{1/2}\cdot cm^{1/2}} }.

## Pretvorba med različnimi enotami
| količina                      | oznaka | enota SI | enota ESU              | enota EMU       | Gaussove enote       |
| ----------------------------- | ------ | -------- | ---------------------- | --------------- | -------------------- |
| električni naboj              | q      | 1 C      | = (10−1 c) statC       | = (10−1) abC    | = (10−1 c) Fr        |
| električni tok                | I      | 1 A      | = (10−1 c) statA       | = (10−1) abA    | = (10−1 c) Fr•s−1    |
| električni potencial napetost | φ V    | 1 V      | = (108 c−1) statV      | = (108) abV     | = (108 c−1) statV    |
| električno polje              | E      | 1 V/m    | = (106 c−1) statV/cm   | = (106) abV/cm  | = (106 c−1) statV/cm |
| magnetna indukcija            | B      | 1 T      | = (104 c−1) statT      | = (104) G       | = (104) G            |
| magnetno polje                | H      | 1 A/m    | = (4π 10−3 c) statA/cm | = (4π 10−3) Oe  | = (4π 10−3) Oe       |
| magnetni dipolni moment       | μ      | 1 A•m²   | = (103 c) statA•cm²    | = (103) abA•cm² | = (103) erg/G        |
| magnetni pretok               | Φm     | 1 Wb     | = (108 c−1) statT•cm²  | = (108) Mw      | = (108) G•cm²        |
| električni upor               | R      | 1 Ω      | = (109 c−2) s/cm       | = (109) abΩ     | = (109 c−2) s/cm     |
| električna upornost           | ρ      | 1 Ω•m    | = (1011 c−2) s         | = (1011) abΩ•cm | = (1011 c−2) s       |
| kapacitivnost                 | C      | 1 F      | = (10−9 c2) cm         | = (10−9) abF    | = (10−9 c2) cm       |
| induktivnost                  | L      | 1 H      | = (109 c−2) cm−1•s−2   | = (109) abH     | = (109 c−2) cm−1•s2  |

## Fizikalne konstante v sistemu CGS
| konstanta                  | oznaka                 | vrednost                                                |
| -------------------------- | ---------------------- | ------------------------------------------------------- |
| atomska enota mase         | u                      | 1,660 538 782 × 10−24 g                                 |
| Bohrov magneton            | μB                     | 9,274 009 15 × 10−21 erg/G (sistem EMU, Gaussov sistem) |
| Bohrov magneton            | μB                     | 2,780 278 00 × 10−10 statA•cm2 (sistem ESU)             |
| Bohrov polmer              | a0                     | 5,291 772 0859 × 10−9 cm                                |
| Boltzmannova konstanta     | k                      | 1.380 6504 × 10−16 erg/K                                |
| masa elektrona             | me                     | 9,109 382 15 × 10−28 g                                  |
| elementarni naboj          | e                      | 4,803 204 27 × 10−10 Fr (sistem ESU, Gaussov sistem)    |
| elementarni naboj          | e                      | 1,602 176 487 × 10−20 abC (sistem EMU)                  |
| konstanta fine strukture   | α ≈ 1/137              | 7,297 352 570 × 10−3                                    |
| gravitacijska konstanta    | G                      | 6,674 28 × 10−8 cm3/(g•s2)                              |
| Planckova konstanta        | h                      | 6,626 068 85 × 10−27 erg•s                              |
| Planckova konstanta        | {\displaystyle \hbar } | 1.054 5716 × 10−27 erg•s                                |
| hitrost svetlobe v vakuumu | c                      | ≡ 2,997 924 58 × 1010 cm/s                              |